# Alan Nascimento
Alan Antônio do Nascimento, ook wel Alan Nascimento, Alanzinho (São Gonçalo, 1 april 1982), is een Braziliaans-Surinaams voetballer.
Hij speelde voor diverse clubs in Brazilië en Mexico.
Hij werd met de Braziliaanse nationaliteit geboren en is van Surinaamse afkomst. Hij heeft zich laten naturaliseren tot Surinameer, waardoor hij uit kon komen voor het Surinaamse elftal. Hierin speelde hij van 2001 tot 2002 en vanaf 2008.

## Voetbalcarrière

### Clubvoetbal
| jaar        | Club                      | Wedstrijden | Goals |
| ----------- | ------------------------- | ----------- | ----- |
| 2002 - 2006 | Fluminense FC             | 58          | 2     |
| 2006        | Bangu AC                  | 13          | 1     |
| 2007        | Madureira EC              | 11          | 0     |
| 2007        | Guanabara Esporte Clube   | 7           | 0     |
| 2007        | Bonsucesso FC             | 4           | 0     |
| 2008        | America FC Rio de Janeiro | 14          | 3     |
| 2008        | CFZ do Rio                | 8           | 1     |
| 2008 - 2010 | Cruz Azul Hidalgo         | 77          | 23    |
| 2010 - 2011 | Club Atlético Bosques     | 41          | 12    |
| 2011        | Latinos Juniors CF        | 4           | 1     |
| 2012        | Club Atlético Bosques     |             |       |

### Surinaams elftal
- 2001-2002, 2008